# شیان ام‌ای۶۰۰
شیان ام‌ای۶۰۰ (به انگلیسی: Xian MA600) یک هواگرد ساختِ کارخانهٔ شرکت صنعتی هواگردسازی شیان در کشور جمهوری خلق چین است. نخستین استفاده‌کنندهٔ این هواگرد جمهوری خلق چین بوده‌است. این هواگرد برای نخستین بار در ۱ سپتامبر ۲۰۰۸ میلادی مورد استفاده قرار گرفت.